# Carlos Kenig
Carlos Eduardo Kenig (Buenos Aires, 25 novembre 1953) è un matematico argentino.

## Carriera
Kenig conseguì il dottorato di ricerca presso l'Università di Chicago nel 1978 sotto la supervisione di Alberto Calderón. Da allora, ricoprì gli incarichi presso la Princeton University e l'Università del Minnesota prima di tornare all'Università di Chicago nel 1985. Svolse un ampio lavoro nelle equazioni. I suoi studenti includono Gigliola Staffilani e Panagiota Daskalopoulos.